# ماتيج ديلاتش
ماتيج ديلاتش (Matej Delač) (مواليد 20 أغسطس 1992)، هو لاعب كرة قدم كان يلعب كحارس مرمى.

## وصلات خارجية
- ماتيج ديلاتش على موقع الاتحاد الدولي (مؤرشف)  (الإنجليزية)
- ماتيج ديلاتش على موقع الاتحاد الأوربي (الإنجليزية)
- ماتيج ديلاتش على موقع اتحاد كرواتيا (الكرواتية)
- ماتيج ديلاتش على موقع قاعدة بيانات كرة القدم.إي يو (الإنجليزية)
- ماتيج ديلاتش على موقع Soccerbase.com (لاعب) (الإنجليزية)
- ماتيج ديلاتش على موقع Soccerway.com (الإنجليزية)
- ماتيج ديلاتش على موقع عالم كرة القدم.نت (الإنجليزية)
- ماتيج ديلاتش على موقع AS.com (الإسبانية)